# Geranium kalenderianum
Geranium kalenderianum là một loài thực vật có hoa trong họ Mỏ hạc. Loài này được Ilçim & Behçet mô tả khoa học đầu tiên năm 2006.